# Malacopteron cinereum
Malacopteron cinereum е вид птица от семейство Pellorneidae.

## Разпространение
Видът е разпространен в Бруней, Виетнам, Индонезия, Камбоджа, Лаос, Малайзия и Тайланд.